# Pseudosmittia vicana
Pseudosmittia vicana är en tvåvingeart som beskrevs av Maurice Emile Marie Goetghebuer och Lenz 1943. Pseudosmittia vicana ingår i släktet Pseudosmittia och familjen fjädermyggor. Inga underarter finns listade i Catalogue of Life.